# نیشکر (سرده)
نِیشِکَر، تباشیر یا کاش (نام علمی: Saccharum) سرده‌ای از تیره گندمیان و بومی مناطق معتدل گرم تا مناطق حاره است. گونه‌های گیاهی این سرده در بسیاری از نقاط دنیا شامل قاره آفریقا، اوراسیا، استرالیا، آمریکا و اقیانوسیه پراکندگی دارند. این گیاهان معمولاً ارتفاع زیادی تا شش متر داشته و گیاهانی پایا یا چندساله هستند.
برخی از این گونه‌ها دارای ارزش اقتصادی هستند و به نقاط جدیدی غیر از زیستگاه اصلی نیز بُرده و کشت شده‌اند و در برخی موارد تبدیل به گونهٔ مهاجم شده‌اند. یکی از مهم‌ترین گیاهان این سرده از نظر اقتصادی، گیاه نیشکر است که در بسیاری از نقاط دنیا کشت می‌شود. برخی دیگر از گونه‌های این سرده مانند تباشیر هندی استفاده تزئینی دارند. بعضی دیگر از این گیاهان مانند تباشیر خزری نیز گیاهانی وحشی بوده و فاقد مصارف انسانی هستند اما از نظر تغذیه ای برای جانوران وحشی مثل کرگدن‌ها دارای اهمیت هستند. در طبقه‌بندی‌های گذشته بسیاری دیگر از گیاهان مثل گیاه پنجه کلاغی نیز در این سرده قرار داشتند که در حال حاضر در گروه‌های دیگری طبقه‌بندی شده‌اند. مهم‌ترین گیاه این سرده از نظر اقتصادی، نیشکر خوراکی است که معمولاً برای کاشت از نژادهای اصلاح شده یا دورگه گونهٔ Saccharum officinarum استفاده می‌شود. سالانه در حدود ۱۳۲۴ میلیون تن شکر تولید می‌شود. در حدود چهل درصد از نیشکر دنیا در برزیل تولید می‌شود و این کشور در سال‌های اخیر با اختلاف زیادی بزرگ‌ترین تولیدکنندهٔ نیشکر بوده‌است.
خاستگاه اصلی نیشکر خوراکی در جنوب شرقی آسیا است؛ ولی خاستگاه گونه‌های مختلف آن، مناطق متفاوتی می‌باشد. مثلاً گونه باربری در هند یافت شده‌است و خاستگاه گونه‌های ادول و افیسینارم گینه نو است.

## گونه ها
گونه‌های تأیید شده:
- Saccharum alopecuroidum (L.) Nutt. - southeastern USA
- Saccharum angustifolium (Nees) Trin. - South America
- Saccharum arundinaceum Retz. - East + South + Southeast Asia; New Guinea
- Saccharum asperum (Nees) Steud. - South America
- Saccharum baldwinii Spreng. - southeastern USA
- Saccharum beccarii (Stapf) Cope - Sumatra
- Saccharum bengalense Retz. - India, Pakistan, Iran, Afghanistan
- Saccharum brevibarbe (Michx.) Pers. - southeastern USA
- Saccharum coarctatum (Fern.) R. Webster - southeastern USA
- Saccharum contortum (Baldwin ex Elliott) Nutt. - southeastern USA
- Saccharum fallax Balansa - China, Assam, southeast Asia
- Saccharum filifolium Steud. - Afghanistan, Himalayas
- Saccharum formosanum (Stapf) Ohwi - southern China
- Saccharum giganteum (Walt.) Pers. - southeastern USA, Cuba, Jamaica, Paraguay, Argentina
- Saccharum griffithii Munro ex Aitch. - from Yemen to Bangladesh
- Saccharum hildebrandtii (Hack.) Clayton - Madagascar
- Saccharum kajkaiense (Melderis) Melderis - Oman, Iran, Afghanistan, Pakistan
- Saccharum kanashiroi (Ohwi) Ohwi - Ryukyu Islands
- Saccharum longesetosum (Andersson) V.Naray. ex Bor - China, Himalayas, Indochina
- Saccharum maximum (Brongn.) Trin. - Pacific Islands
- Saccharum narenga (Nees ex Steud.) Hack. - China, Indian Subcontinent, Indochina, Ethiopia
- Saccharum officinarum L. - New Guinea; naturalized in many warm places
- Saccharum perrieri (A.Camus) Clayton. - Madagascar
- Saccharum procerum Roxb. - China, Himalayas, Indochina
- Saccharum ravennae (L.) L. - Europe, Asia, Africa
- Saccharum robustum Brandes & Jesw. ex Grassl - New Guinea
- Saccharum rufipilum Steud. - China, Indian Subcontinent, Indochina
- Saccharum sikkimense (Hook.f.) V.Naray. ex Bor - eastern Himalayas
- Saccharum spontaneum L. - Asia, Africa, Sicily, Papuasia
- Saccharum stewartii Rajesw. , R.R.Rao & Arti Garg - western Himalayas
- Saccharum strictum (Host) Spreng. - from Italy to Iran
- Saccharum velutinum (Holttum) Cope - Peninsular Malaysia
- Saccharum viguieri (A.Camus) Clayton - Madagascar
- Saccharum villosum Steud. - South America, Mesoamerica
- Saccharum wardii (Bor) Bor ex Cope - Assam, Bhutan, Myanmar
- Saccharum williamsii (Bor) Bor ex Cope - Nepal
- Saccharum sinense Roxb. - China